# Katolička Crkva u Mongoliji
Katolička Crkva u Mongoliji dio je sveopće Katoličke Crkve na čelu s papom i rimskom kurijom, na području Mongolije. Obuhvaća oko 1500 vjernika okupljenih u osam župa povezanih u Apostolsku prefekturu Ulaanbaatara. Međudržavne diplomatske odnose Mongolija i Vatikan uspostavili su 1992.
Mongoli su doticaje s kršćanstvom imali još u antici. Katoličanstvo se u Mongolskom carstvu pojavljuje u 13. stoljeću.
2017. u Mongoliji je bilo 1300 katolika. 2023. ima oko 1500 vjernika. 2020. u Mongoliji su djelovala 24 svećenika i 37 časnih sestara.
Papa Franjo posjetio je od 1. do 4. rujna 2023. Ulaan Baatar, što je prvi posjet nekog pape Mongoliji.
Prvi zaređeni svećenik Mongolac od 1992. je Joseph Enkh Baatar. Prvi katolički biskup koji je etnički bio Mongol bio je Agtaqin Tegusbili, a djelovao je u Kini.